# Macrocera fusciventris
Macrocera fusciventris är en tvåvingeart som beskrevs av Roser 1840. Macrocera fusciventris ingår i släktet Macrocera och familjen platthornsmyggor. Inga underarter finns listade i Catalogue of Life.